# Ken Doherty
Ken Doherty (Ranelagh (Dublin), 17 september 1969) is een Ierse professionele snookerspeler. Hij werd in 1997 wereldkampioen.

## Carrière
Het spel van Doherty wordt omschreven als tactischer dan dat van veel andere spelers, maar hij kan ook grote breaks maken, waardoor hij door de commentatoren vaak Crafty Ken genoemd wordt.
Doherty was de tweede speler van buiten het Verenigd Koninkrijk die wereldkampioen snooker wist te worden, na de Canadees Cliff Thorburn in 1980. Doherty versloeg in 1997 in de finale Stephen Hendry met 18-12. Het daaropvolgende jaar stond hij derde op de wereldranglijst. Doherty haalde op zowel het WK 1998 als het WK 2003 opnieuw de finale. Hij verloor deze van John Higgins en Mark Williams. 
In 2000 lukte het hem bijna om een maximumbreak te maken. Hij miste tijdens het vijftiende frame van de finale van de Benson & Hedges Masters echter de laatste zwarte bal, terwijl deze op zijn uitgangspositie lag. Daardoor liep hij een sportwagen ter waarde van 80.000 Britse ponden mis. Op 24 augustus 2012 maakte Doherty tijdens de Arcaden Paul Hunter Classic in Fürth (Duitsland) alsnog zijn eerste officiële maximumbreak, waardoor hij de eerste Ier werd met een maximumbreak achter zijn naam, 12½ jaar na zijn misser op de Benson & Hedges Masters van 2000.

## Belangrijkste resultaten

### Rankingtitels
| #  | Seizoen     | Toernooi                   | Verliezend finalist | Verliezend finalist | Score |
| -- | ----------- | -------------------------- | ------------------- | ------------------- | ----- |
| 1. | 1992 / 1993 | Welsh Open                 | Alan McManus        | SCO                 | 9-7   |
| 2. | 1996 / 1997 | World Snooker Championship | Stephen Hendry      | SCO                 | 18-12 |
| 3. | 1999 / 2000 | Malta Grand Prix           | Mark Williams       | WAL                 | 9-3   |
| 4. | 2000 / 2001 | Welsh Open                 | Paul Hunter         | ENG                 | 9-2   |
| 5. | 2000 / 2001 | Thailand Masters           | Stephen Hendry      | SCO                 | 9-3   |
| 6. | 2005 / 2006 | Malta Cup                  | John Higgins        | SCO                 | 9-8   |

### Niet-rankingtitels
| #  | Seizoen     | Toernooi                        | Verliezend finalist | Verliezend finalist | Score |
| -- | ----------- | ------------------------------- | ------------------- | ------------------- | ----- |
| 1. | 1992 / 1993 | Irish Professional Championship | Stephen Murphy      | IRL                 | 9-2   |
| 2. | 1993 / 1994 | Scottish Masters                | Alan McManus        | SCO                 | 10-9  |
| 3. | 1994 / 1995 | Scottish Masters                | Stephen Hendry      | SCO                 | 9-7   |
| 4. | 1995 / 1996 | European League                 | Steve Davis         | ENG                 | 10-5  |
| 5. | 1997 / 1998 | Malta Grand Prix                | John Higgins        | SCO                 | 7-5   |
| 6. | 1997 / 1998 | Premier League                  | Jimmy White         | ENG                 | 10-2  |
| 7. | 2006 / 2007 | Irish Professional Championship | Michael Judge       | IRL                 | 9-4   |
| 8. | 2007 / 2008 | Irish Professional Championship | Fergal O'Brien      | IRL                 | 9-2   |

### Wereldkampioenschap
Hoofdtoernooi (laatste 32 of beter):
| #   | Seizoen     | Editie  | Prestatie      | Extra                                  |
| --- | ----------- | ------- | -------------- | -------------------------------------- |
| 1.  | 1990 / 1991 | WK 1991 | Laatste 32     | Verloor met 10-8 van Steve Davis       |
| 2.  | 1993 / 1994 | WK 1994 | Kwartfinale    | Verloor met 13-10 van Jimmy White      |
| 3.  | 1994 / 1995 | WK 1995 | Laatste 32     | Verloor met 10-7 van Mark Davis        |
| 4.  | 1995 / 1996 | WK 1996 | Laatste 16     | Verloor met 13-5 van Darren Morgan     |
| 5.  | 1996 / 1997 | WK 1997 | Wereldkampioen | Won met 18-12 van Stephen Hendry       |
| 6.  | 1997 / 1998 | WK 1998 | Finale         | Verloor met 18-12 van John Higgins     |
| 7.  | 1998 / 1999 | WK 1999 | Kwartfinale    | Verloor met 13-9 van Mark Williams     |
| 8.  | 1999 / 2000 | WK 2000 | Laatste 16     | Verloor met 13-12 van Anthony Hamilton |
| 9.  | 2000 / 2001 | WK 2001 | Kwartfinale    | Verloor met 13-6 van John Higgins      |
| 10. | 2001 / 2002 | WK 2002 | Kwartfinale    | Verloor met 13-12 van Stephen Hendry   |
| 11. | 2002 / 2003 | WK 2003 | Finale         | Verloor met 18-16 van Mark Williams    |
| 12. | 2003 / 2004 | WK 2004 | Laatste 32     | Verloor met 10-5 van Joe Swail         |
| 13. | 2004 / 2005 | WK 2005 | Laatste 16     | Verloor met 13-11 van Alan McManus     |
| 14. | 2005 / 2006 | WK 2006 | Kwartfinale    | Verloor met 13-10 van Marco Fu         |
| 15. | 2006 / 2007 | WK 2007 | Laatste 32     | Verloor met 10-7 van Mark Allen        |
| 16. | 2007 / 2008 | WK 2008 | Laatste 32     | Verloor met 10-5 van Liang Wenbo       |
| 17. | 2009 / 2010 | WK 2010 | Laatste 32     | Verloor met 10-4 van Mark Selby        |
| 18. | 2011 / 2012 | WK 2012 | Laatste 32     | Verloor met 10-4 van Neil Robertson    |
| 19. | 2013 / 2014 | WK 2014 | Laatste 16     | Verloor met 13-8 van Alan McManus      |

Joe Davis · Walter Donaldson · Fred Davis · Horace Lindrum · John Pulman · John Spencer · Ray Reardon · Alex Higgins · Terry Griffiths · Cliff Thorburn · Steve Davis · Dennis Taylor · Joe Johnson · Stephen Hendry · John Parrott · Ken Doherty · John Higgins · Mark Williams · Ronnie O'Sullivan · Peter Ebdon · Shaun Murphy · Graeme Dott · Neil Robertson · Mark Selby · Stuart Bingham · Judd Trump · Luca Brecel · Kyren Wilson · Zhao Xintong